# Universe (EP Exo)
Universe è il sesto EP del gruppo musicale sudcoreano-cinese EXO, pubblicato il 26 dicembre 2017.

## Tracce
1. Universe – 4:24 (testo: Sarah Yoon – musica: Hyuk Shin (Joombas), Marco "MRey" Reyes (Joombas), JJ Evans (Joombas), Jeff Lewis)
2. Universe (為心導航T) – 4:24 (testo: Xiaohan – musica: Hyuk Shin (Joombas), Marco "MRey" Reyes (Joombas), JJ Evans (Joombas), Jeff Lewis)
3. Been Through (지나갈 테니?, Jinagal TeniLR, lit. It Will Pass) – 3:38 (testo: Park Ji-hee (Makeumine Works), JQ (Makeumine Works) – musica: Mike Woods (Rice N' Peas), Kevin White (Rice N' Peas), Brandyn "EMAN8" Burnette, Molly Moore, MZMC)
4. Stay – 3:51 (testo: JQ (Makeumine Works), Lee Ji-hye (Makeumine Works), Sik-K – musica: Cathy Dennis, Robert Gerongco, Samuel Gerongco, Terence Lam)
5. Fall – 3:27 (testo: JQ (Makeumine Works), Mola (Makeumine Works), MQ (BeatBurger) – musica: Mike Woods (Rice N' Peas), Kevin White (Rice N' Peas), Andrew Bazzi (Rice N' Peas), MZMC)
6. Good Night – 3:31 (testo: Hyun Ji-won (Makeumine Works), JQ (Makeumine Works) – musica: Mike Woods (Rice N' Peas), Kevin White (Rice N' Peas), MZMC, Micah Powell)
7. Suho, Baekhyun, Chen, D.O. – Lights Out – 3:06 (testo: Chen – musica: Bane Scott, Ryuichi Flores (Kepler), Andrew "Fiction." Holyfield (Kepler), Jason "Arner" Housman (Kepler))
8. Universe (CD Version) – 4:24 (testo: Sarah Yoon – musica: Hyuk Shin (Joombas), Marco "MRey" Reyes (Joombas), JJ Evans (Joombas), Jeff Lewis)

## Classifiche

### Classifiche settimanali
| Classifica (2017) | Posizione massima |
| ----------------- | ----------------- |
| Corea del Sud     | 1                 |
| Giappone          | 8                 |

### Classifiche di fine anno
| Classifica (2017) | Posizione |
| ----------------- | --------- |
| Corea del Sud     | 6         |